# Бакинская коммуна
Баки́нская комму́на или Бакинский совнарком (азерб. Bakı kommunası) — принятое в советской историографии наименование советской власти, которая существовала в Баку и прилегающих к нему районах с 25 апреля по 31 июля 1918 года. Вместе с тем, существует и ряд других объяснений данного исторического явления. Если по Азербайджанской советской энциклопедии это советская власть в Баку и некоторых районах Азербайджана в 1918 году, то по энциклопедии Октябрьской революции это советская республика. Большая Российская Энциклопедия называет Бакинскую коммуну советским государственным образованием на территории Бакинской губернии в 1918 году. Согласно определению польского историка Т. Светоховского это «правительство советского типа», сформировавшееся в Баку и его окрестностях 25 апреля после вспышки этнического насилия в Баку, известной как Мартовские события.
Термин «коммуна» восходит к примеру Парижской коммуны 1871 года и означал диктатуру пролетариата в местном масштабе, но в союзе со всей Россией. На деле под Бакинской коммуной следует понимать Бакинский Совет Народных Комиссаров (Бакинский СНК, Бакинский Совнарком, Баксовнарком).
Бакинский Совнарком, сформированный 25 апреля 1918 года Бакинским Советом (Баксоветом), стал первым полномочным правительственным органом Советской власти в Закавказье, который осуществлял диктатуру пролетариата. Это был исполнительный и распорядительный орган, который был ответственен и подотчётен перед органами государственной власти — Баксоветом и его Исполнительным комитетом (Исполкомом).
По своему составу это правительство состояло из левых социалистов (большевиков и левых эсеров) и в июле того же года его сменило правительство Диктатуры Центрокаспия, состоявшего из правых социалистов (дашнаков, меньшевиков и правых эсеров).

## Предыстория

### Органы власти после Февральской революции
Февральская революция повлекла за собой период двоевластия, когда сосуществовали параллельные системы власти и управления. В Петрограде двоевластие проявилось в разделе власти между Петроградским советом рабочих и солдатских депутатов (Петросоветом) и Временным правительством, на местах — между Советами и комиссарами Временного правительства и комитетами общественных организаций.
В Баку, в ночь на 5 (18) марта, из представителей общественных организаций был создан новый орган власти — Бакинский временный исполнительный комитет, а 17 марта окончательно сформировался Совет общественных организаций. Сначала Бакинский Исполнительный комитет общественных организаций возглавлял городской голова Л. Л. Быч, затем — меньшевик В. Фролов. С середине марта Бакинский исполнительный комитет взял на себя функции городской и губернской власти; в подчинении Исполнительного комитета общественных организаций находилась городская милиция. В течение последующих дней Исполнительные комитеты общественных организаций также образовались в уездах. Председателем Елисаветпольского уездного Исполнительного комитета стал городской голова Х. Хасмамедов, начальником милиции — помещик И. Зиатханов; в Ленкоране же председателем Исполнительного комитета стал крупный землевладелец А. Талышинский.
«В целях установления срочного порядка и устроения Закавказского края» Временное правительство 9 марта создало Особый Закавказский комитет или ОЗАКОМ (председатель кадет В. А. Харламов), который должен «действовать от имени и с правами Временного правительства». На территории губерний, уездов, округов, городов, участков и сёл в качестве местных органов Временного правительства выступали соответствующие исполнительные комитеты общественных организаций и избранные ими комиссары, что подробно регламентировалось постановлением Особого Закавказского комитета от 27 апреля «Об организации местной власти в пределах Закавказья». Продолжала функционировать Бакинская городская дума как орган городского самоуправления в Баку.
Тем временем шло формирование Советов, ставших параллельной властью. 6 марта завершились выборы в Бакинский Совет рабочих депутатов и в тот же день на своём заседании он избрал Президиум и Исполнительный комитет (Исполком) Совета. Председателем Президиума заочно избрали возвращающегося из саратовской ссылки, но находящегося в пути, С. Г. Шаумова (Шаумянца), более известного как Степан Шаумян. Интересно то, что большинство в Совете имели эсеры и социал-демократы меньшевистской ориентации, в то время как Шаумян был социал-демократом большевистской ориентации (в Совете только 3-4 депутата были большевиками), но по утверждению в 1919 году мусаватской газеты «Азербайджан» он был дашнаком, который вошёл в Совет под флагом социалиста. Ратгаузер допускает мысль, что избрание «состоялось вследствие его популярности среди бакинского пролетариата и оно характеризует слабую фракционную дифференциацию среди бакинских социал-демократов в первом периоде революции».
Тогда же возникли Совет солдатских депутатов и Совет офицерских депутатов, которые 29 марта (11 апреля) объединились в Совет военных депутатов Бакинского гарнизона. Совсем скоро, 10 мая, Бакинский совет рабочих депутатов и Совет военных депутатов объединились в единый Бакинский Совет рабочих и военных депутатов (председателем Совета стал эсер С. Саакян, а председателем Исполкома — меньшевик И. П. Рамишвили). Большинство в нём имели эсеры, 56 депутатских мандатов — меньшевики, 25 — большевики и ещё имелась дашнакская фракция, часто вступавшая в блок с эсерами и меньшевиками; мусаватисты в то время в Бакинском Совете отсутствовали.
В апреле 1917 года в пределах Азербайджана функционировало около 40 рабочих и солдатских Советов. В азербайджанской деревне постепенно формировались Советы крестьянских депутатов и крестьянские комитеты. Только за апрель в 30 сёлах Бакинского уезда были организованы Советы крестьянских депутатов или крестьянские комитеты. Если в гарнизонах Елизаветполя, Ленкорани, Геокчая и других городов появились Советы солдатских депутатов, то в ротах, батальонах, дружинах, полках — солдатские комитеты, а на всех кораблях Каспийской флотилии — судовые комитеты. 23 мая путём объединения рабочего Совета и солдатского Совета сформировался Шемахинский Совет рабочих и солдатских депутатов (председатель гумметист-меньшевик А. Караев). Советы образовались и в промыслово-заводских районах города Баку. Среди всех этих Советов определённый вес имел Бакинский Совет рабочих депутатов, на который даже ориентировались Советы Дагестанской области. Так, Порт-Петровский Совет рабочих депутатов стоял на позиции, что в своей практической деятельности необходимо руководствоваться «указаниями своего старшего брата — Совета рабочих депутатов гор. Баку».
Постепенно, однако, Советы становились противовесом Временному правительству. Находясь в эмиграции, В. И. Ленин проанализировал сложившуюся ситуацию «двоевластия» в условиях продолжающейся войны. Обобщив опыт Парижской коммуны 1871 года и двух русских революций (1905 — 1907 годов и Февральскую), он в своих «Апрельских тезисах» сделал вывод, что необходимо создать более высокий, чем парламентская республика, тип государственного строя, а также лучшую политическую форму диктатуры пролетариата — республику Советов. Апрельские тезисы указали пути перехода от буржуазно-демократической революции к социалистической. В качестве ближайшей задачи партии Ленин выдвинул лозунг «Вся власть Советам!». Большинство Петросовета — меньшевики и эсеры — будучи уверенными в необходимости коалиции с буржуазией и преждевременности социализма, расценило лозунг как экстремистский. Что касается Баку, то «Апрельские тезисы» были опубликованы в первом номере газеты «Бакинский рабочий», которая вновь стала выходить (с 22 апреля) после 9-летнего перерыва.
«Апрельские тезисы» способствовали дальнейшему расколу бакинской организации РСДРП на меньшевиков и большевиков, на что также шли последние. Раскол социал-демократов в Бакинском Совете рабочих депутатов произошёл в мае, а оформлен он был на состоявшейся 25 июня общебакинской большевистской конференции в Сабунчах. За расколом РСДРП последовал и раскол организации «Гуммет», избегавший до этого вмешательства в большевистско-меньшевистский конфликт. Бакинские гумметисты, возглавляемые Н. Наримановым, объявили себя пробольшевистскими, а провинциальные комитеты выразили своё тяготение к меньшевикам.
Неустойчивое равновесие сил между Временным правительством и Петросоветом нарушили кровопролитные июльские события, закончившиеся тем, что вся власть в стране перешла к Временному правительству (во главе встал эсер А. Ф. Керенский), в то время как эсеро-меньшевистские Советы утратили своё значение органов революционно-демократической диктатуры. Власти начали травлю большевиков, а Ленин снимает лозунг «Вся власть Советам!» Однако взрывная волна, созданная корниловским мятежом в августе (сентябре), подорвало само основание либерально-демократического строя Временного правительства и способствовала укреплению позиций большевиков во всей России. 1 (14) сентября Временное правительство провозгласила Российскую республику, не дожидаясь тем самым решения Учредительного собрания о будущем государственном устройстве России.

### Органы власти после Октябрьской революции
Во второй половине 1917 года (активно в августе-октябре) шла большевизация Советов, когда власть над этими органами стала переходить большевикам, вытесняя тем самым эсеров и меньшевиков. В конце июля большевики завоевали большинство и получили руководство в Шемахинском Совете рабочих и солдатских депутатов. Уже в сентябре возвращается лозунг «Вся власть Советам!» 13 октября эсеро-меньшевистский Исполком Бакинского Совета ушёл в отставку и в тот же день был избран Временный исполнительный комитет Бакинского Совета, подавляющее большинство которого составили большевики и меньшевики-интернационалисты. Его возглавил Шаумян и под его руководством бакинские большевики смогли завоевать руководство Бакинского Совета. По требованию большевиков и революционно настроенных депутатов в первой половине октября был переизбран Исполком Кубинского Совета, куда по большей части вошли большевики и левые эсеры.
25 октября (7 ноября) в стране произошла Октябрьская революция. Временное правительство было свергнуто. Открывшийся в тот же день II Всероссийский съезд Советов рабочих и солдатских депутатов (от Бакинского Совета было три делегата: два большевика и один левый эсер) принял написанное Лениным обращение «Рабочим, солдатам и крестьянам!», где шла речь о переходе всей власти в руки Советов. Были образованы Всероссийский Центральный Исполнительный Комитет (ВЦИК) как высший орган Советской власти и Совет народных комиссаров (СНК РСФСР) как правительство, что дало начало строительству высших органов государственной власти Советской России. За этим последовало так называемое «Триумфальное шествие Советской власти». Тогда же произошёл окончательный раскол миллионной партии эсеров на левых эсеров, поддержавших большевиков, и на правых эсеров, вступивших в оппозицию новой власти.
В Баку известие о свержении Временного правительства и провозглашении в России власти Советов пришло 26 октября (8 ноября). На расширенном заседании Бакинского Совета, состоявшегося 31 октября, была принята резолюция, объявлявшая о переходе Бакинского Совета на сторону новой власти и что Бакинский Совет «находит необходимым поставить перед собой задачу расширения власти Совета и в Бакинском районе, вплоть до перехода всей власти в его руки». Когда же 2 (15) ноября состоялось очередное заседание Бакинского Совета, то его покинули правые эсеры, меньшевики-оборонцы и дашнаки, предлагавших отложить обсуждение вопроса о власти. В Бакинском Совете остались большевики, левые эсеры и меньшевики-интернационалисты. Избранный по предложению Шаумяна новый состав Исполкома Бакинского Совета был провозглашён «высшей властью в Баку» и было принято решение переименовать Бакинский Совет рабочих и военных депутатов в Совет рабочих и солдатских депутатов, который в дальнейшем назывался Советом рабочих, солдатских и матросских депутатов; Советом рабочих, солдатских, матросских и крестьянских депутатов; Советом рабочих, красноармейских, матросских и крестьянских депутатов. Как и в Петрограде, бакинских большевиков поддержали бакинские левые эсеры, в то время как мусаватисты заняли выжидательную позицию. 18 ноября решение о взятии власти в свои руки принял Астаринский Совет рабочих и солдатских депутатов. Вскоре, 20 ноября (3 декабря), СНК РСФСР опубликовал обращение «Ко всем трудящимся мусульманам России и Востока», где содержался призыв поддержать Октябрьскую революцию и новое правительство.
Между тем, Октябрьская революция была негативно встречена за границей. Началась международная изоляция Советского правительства. Отказались её принять и во многих частях страны. Поздней ночью 25 октября, в день когда были образованы ВЦИК и СНК РСФСР, на объединённом чрезвычайном заседании Исполкома Тифлисского Совета и Кавказского краевого центра Советов солдатских, рабочих и крестьянских депутатов был создан Комитет общественной безопасности, в котором объединились основные политические силы Закавказья. Созванное 11 ноября на базе Комитета в Тифлисе, по инициативе американского консула Феликса Смита, совещание всех общественно-политических сил региона с участием грузинских меньшевиков, мусаватистов и дашнаков, приняло решение не признавать СНК РСФСР и создать независимое краевое правительством, коим 15 ноября стал Закавказский комиссариат, а ОЗАКОМ сложил свои полномочия по управлению краем. В его состав вошли грузинские меньшевики, дашнаки, мусаватисты, эсеры и грузинский социалист-федералист; председателем стал меньшевик Е. П. Гегечкори. О признании Закавказского комиссариата в своём приказе от 19 ноября заявил главнокомандующий войсками Кавказского фронта генерал М. А. Пржевальский, призвав войска подчиниться этой власти. Американский консул Смит также был расположен к закавказскому правительству. Когда 9 ноября он телеграфировал госсекретарю Р. Лансингу, что будет «присутствовать на совещании по вопросу об организации Закавказского правительства, которое объединится с Южной федерацией и отвергнет перемирие или сепаратный мир», то добавлял: «необходимо оказать им финансовую помощь». После же организации комиссариата Смит писал в Вашингтон: «Усиленно рекомендую уполномочить меня признать де-факто это правительство».
Параллельно шла политическая борьба в Баку. Здесь эсеры, дашнаки и меньшевики, пытавшиеся не допустить захвата города большевиками, проголосовали за создание местного Комитета общественной безопасности, который именовался «Бакинским Революционным комитетом общественной безопасности». Шаумян выразил протест, указывая руководящим органом Исполком Бакинского Совета. Мусаватисты вначале поддержали большевиков, отказавшись от участия в Комитете общественной безопасности, а затем 7 ноября Бакинский комитет партии «Мусават» одобрил свержение Временного правительства.
В течение последующих дней Советская власть Баку предприняла ряд мер, укрепивших её позиции в этой части Закавказья. После двух призывов к прекращению деятельность Комитета общественной безопасности — 5 (18) ноября, когда Бакинский Совет 489 голосами против 25 постановил требовать его роспуска и призыва 10 (23) ноября со стороны Исполкома Баксовета — Исполком Бакинского Совета 12 ноября распустил этот эсеро-меньшевистско-дашнакский Комитет, а 21 ноября ещё один оппозиционный орган — Совет общественных организаций. Другая оппозиционная структура — Бакинская городская дума — не имела какой-либо силы, но продолжала заниматься городским хозяйством, финансами, школами и медицинскими учреждениями.
12 (25) декабря состоялись перевыборы Бакинского Совета, в состав которого вошли: 85 эсеров (большинство из них левые эсеры, которые блокировались с большевиками), 48 большевиков, 36 дашнаков, 18 мусаватистов, 13 меньшевиков. Тем не менее установить результат выборов затруднительно. По данным мандатной комиссии от 31 декабря, когда выборы ещё не окончились, были избраны 51 большевик, 41 дашнак, 38 левых эсеров, 28 правых эсеров, 21 мусаватист и 11 меньшевиков. Как бы то ни было, но большевики и левые эсеры совместно не имели большинства в Совете. Зато на заседании Бакинского Совета, прошедшем 31 декабря, в Исполком были избраны 6 большевиков, 5 дашнаков, 4 левых эсера, 3 правых эсера, 2 мусаватиста и 5 представителей солдатской секции Совета из числа большевиков и их сторонников. Таким образом, наполовину состав Исполкома был большевистским и интернационалистским (союз большевиков и левых эсеров). 1 января 1918 года председателем Исполкома избрали большевика П. А. Джапаридзе, который 13 января одновременно стал председателем Бакинского Совета.
16 (29) декабря под председательством Ленина состоялось заседание СНК РСФСР. Заслушав доклад Сталина о Кавказе, было принято постановление «дать 500.000 руб. по смете внутренних дел Бакинскому Совету для борьбы с Калединым», который ввёл военное положение в области войска Донского и захватил несколько городов, и назначить Шаумяна временным чрезвычайным комиссаром по делам Кавказа до образования в регионе краевой Советской власти, но опубликовано оно было с датой 20 декабря 1917 (2 января 1918). Удостоверение о назначение, датированное 18 декабря, и деньги для борьбы с Калединым в Баку привёз Камо, но не найдя Шаумяна, он немедленно поехал к нему в Тифлис. Постановление СНК РСФСР Шаумян обнародовал в тифлисских газетах 22 января и приступил к своим обязанностям, а уже 13 февраля (31 января) в Тифлисе вышел единственный номер газеты «Кавказский вестник Совета Народных Комиссаров», где было опубликованы решение СНК РСФСР о его назначении и статья самого Шаумяна «Ко всем советам рабочих, солдатских и крестьянских депутатов, ко всем рабочим, солдатам и крестьянам Кавказа». В ней он писал, что на Кавказе следует безотлагательно установить Советскую власть, образовать «здесь интернациональное рабоче-крестьянское правительство, которое в тесном единении с российскими советскими центрами и с Советом Народных Комиссаров положит конец контрреволюции на Кавказе» и поведёт рабоче-крестьянское население региона «к царству социализма».

### Политическая власть в регионе в январе — марте 1918 года
5 (18) января 1918 года в Петрограде было созвано Всероссийское учредительное собрание, большинство которого составили представители меньшевиков и правых эсеров. На открывшемся заседании было предложено принять написанный В. И. Лениным проект «Декларации прав трудящегося и эксплуатируемого народа», 1-й пункт которой объявлял Россию «Республикой Советов рабочих, солдатских и крестьянских депутатов». Однако меньшевики и эсеры отказались его рассматривать, после чего левые эсеры и большевики покинули Учредительное Собрание и уже на следующий день ВЦИК принял декрет о роспуске Всероссийского Учредительного Собрания.
Члены Учредительного собрания от единого Закавказского избирательного округа вернулись в Закавказье. 12 (25) января в Тифлисе Закавказский комиссариат принял решение о созыве Закавказского сейма как законодательного органа Закавказья и он был созван 10 (23) февраля (председатель меньшевик Н. С. Чхеидзе). Некоторое время Закавказский комиссариат продолжал свою деятельность как правительство при Сейме, пока 24 февраля Е. П. Гегечкори не получил поручение сформировать новое правительство на основе платформы фракции меньшевиков (грузинские меньшевики со временем отделятся от российских меньшевиков и образуют отдельную меньшевистскую партию). После состоявшегося 24 января заседания правительства, когда Е. П. Гегечкори предложил закрыть газеты и к персональному энергичному воздействию на вождей большевиков, в конце января — начале февраля закрылись некоторые большевистские газеты, а на С. Г. Шаумяна и ряда других большевистских деятелей (М. Г. Цхакая, Ф. И. Махарадзе, А. М. Назаретяна и других) были выданы ордера на арест.
В это время в Баку, на состоявшемся 22 января заседании Бакинского Совета, были вынесены резолюции от правых эсеров, большевиков, меньшевиков и дашнаков. Из 275 депутатов, которые присутствовали на собрании, в голосовании участвовало лишь 174. За резолюцию большевиков было подано 98 голосов против 76, за резолюцию правых эсеров — 68, за резолюцию меньшевиков — 49 и за резолюцию дашнаков — 45 голосов. Большинством была принята резолюция большевиков о том, что Бакинский Совет поддерживает разгон Учредительного собрания и что он «отдаст свои силы 3-му съезду Советов Рабочих, Солдатских и Крестьянских Депутатов…, а также тем революционным органам, которые выдвинет 3-й съезд Совета рабочих, солдат и крестьян». Партия «Мусават» сперва осудила роспуск Учредительного собрания, а затем нерешительно поддержала большевиков, что стало одним из последних примеров совместной позиции мусаватистов и большевиков и в дальнейшем они окончательно разойдутся по вопросу о закавказском парламенте. III Всероссийский съезд Советов узаконил разгон Учредительного собрания.
Бакинский Совет, между тем, продолжал укреплять свои позиции в Баку. В январе под его контроль перешла телефонная связь города, а в конце февраля он полностью подчинил себе городскую милицию. 30 марта — 2 апреля (18 — 21 марта по старому стилю) в Баку развернулись кровопролитные события, которые сопровождались насилием по отношению к мусульманскому населению города. Бои шли между большевиками, армянскими национальными частями и правыми эсерами с одной стороны и мусаватистами с другой. Участие дашнаков придало боевым действиям характер национальной резни. В ночь на 19 марта был создан Комитет революционной обороны города Баку, куда вошли 4 большевика (С. Г. Шаумян, Г. Н. Корганов, П. А. Джапаридзе, Н. Нариманов), 2 эсера (правый эсер С. Саакян и левый эсер И. А. Сухарцев) и 1 дашнак (С. Мелик-Еолчан). Комитет объявил город на осадном положении, а себя «высшим военно-политическим органом, объединяющим все Советские организации г. Баку и его районов», но высшим органом государственной власти оставался Бакинский Совет. Комитет революционной обороны также поддержали местные кадеты; против мусаватистов, оставшихся в изоляции, образовался союз из различных сил (большевики, гумметисты, левые эсеры, меньшевики, правые эсеры, кадеты и дашнаки). Результатом всего этого стало укрепление в Баку власти Бакинского Совета.

## Образование Бакинского Совета Народных Комиссаров

### Накануне голосования в Баксовете: Военно-политическая обстановка в регионе
К весне 1918 года прошёл год с начала Русской революции (см. предысторию). За истекшее время в Закавказье сложились два центра власти: в Тифлисе располагался Закавказский Сейм, не признававший СНК РСФСР, а в Баку — Бакинский Совет, который поддерживал с СНК РСФСР тесную связь.
После мартовских событий общественно-политическая обстановка в Баку изменилась. Приказом Комитета революционной обороны Баку «буржуазные газеты, а также все другие не социалистические издания, временно закрываются»; на всё время осадного положения был закрыт орган бакинских меньшевиков — газета «Наш голос». Прекратила свою деятельность Бакинская городская дума. Комитет своим декретом от 20 апреля распустил её (данное постановление было опубликовано 21 числа). Функции городского самоуправления были переданы Бакинскому Совету рабочих, солдатских и матросских депутатов. Тогда же 21 апреля в Баку отменили осадное положение, которое было заменено военным положением.
Что касается внешнего положения, в которой находилась Советская власть в Баку, то оно было тяжёлым. На территории бывшей Российской империи разворачивалась полномасштабная гражданская война между Советской властью с одной стороны, Белым движением и иностранными интервентами с другой, а также зелёными повстанцами и борющимися за свою самостоятельность национальными окраинами. Из прилегающих к региону территориях, боевые действия уже шли в Дагестанской области. 24 марта Порт-Петровск перешёл под контроль дагестанских мятежников, что отрезало Баку от Северного Кавказа, откуда он получал продовольствие, да и связь между Баку и Царицыном через Дагестан и Северный Кавказ также была прервана. Главнокомандующий революционными войсками Северного Кавказа А. И. Автономов впоследствии издаст приказ, в соответствии с которым Баку был признан осаждённой крепостью «бакинского революционного пролетариата», входящим в круг интересов и ближайших военно-операционных задач «славной Северо-Кавказской революционной армии». Одновременно в Закавказье шло наступление турецкой армии, где после ухода Русской армии оборону держали грузинские и армянские части. К концу апреля из 45 турецких дивизий на Кавказском фронте находилось 10 дивизий. Британских властей, в свою очередь, беспокоила возможность установление германского или турецкого контроля над бакинскими нефтяными месторождениями и дальнейшее продвижения войск противника в Среднюю Азию. Перед Британией вскоре встала задача установление контроля над Баку.
9 (22) апреля, Закавказский Сейм объявил о независимости Закавказской демократической федеративной республики (ЗДФР), во главе правительства которого встал меньшевик А. И. Чхенкели. 28 апреля закавказское правительство получило телеграмму от турецкого правительство со следующим сообщением: «Турция признала независимость Закавказья и сообщила об этом своим союзникам». 2 мая Бакинский Совет принял резолюцию против объявления независимости Закавказья, заявив, что «не Закавказский сейм контрреволюционеров, а лишь Закавказские Советы рабочих и крестьян могут решать вопрос об автономии или независимости» и призвав «тифлисский пролетариат, грузинское, армянское и мусульманское крестьянство восстать и свергнуть правительство беков, дворян-мусаватистов и меньшевиков и в союзе с бакинским и со всем российским пролетариатом и крестьянством установить Советскую власть в Закавказье».
Теперь Закавказье было поделено между двумя частично признанными государствами: ЗДФР (со стороны Османской империи) на западе и Советской Россией (со стороны Германской империи) на востоке, где у власти стоял Бакинский Совет. На некоторое время обособился Сухумский округ, где развернулось большевистское восстание. 8 апреля Совет крестьянских депутатов Гагринского, Гудаутского и Гумистанского участков своим приказом № 1 сообщил о победе Советской власти в Абхазии. В апреле между председателем Военно-революционного комитета Абхазии Е. А. Эшбой и председателем Ревкома Сочинского округа Н. П. Поярко состоялся разговор по прямому проводу, в ходе которого Эшба сказал, что Турция «совместно с бурж. закавк. прав[ительством] пойдёт войной на Советский Баку, на Советский Сухумский округ, так что война с Турцией неизбежна». Уже 17 мая Советская власть в Абхазии пала, а борьба вокруг Советского Баку только начиналась.

### Ход заседания Баксовета
К началу апреля 1918 года Бакинский Совет, по данным мандатной комиссии при Исполкоме Баксовета, состоял из 308 депутатов: 58 большевиков и 2 сочувствовавших им, 46 левых эсеров и 7 сочувствовавших им, 47 правых эсеров, 36 дашнаков, 23 мусаватиста, 28 меньшевиков, 3 сочувствовавших меньшевикам-интернационалистам, 8 беспартийных, 4 сочувствовавших левым партиям, 2 сочувствовавших правым партиям, партийная принадлежность ещё 44 депутатов не была известна. Таким образом, представителей левых партий (большевиков и левых эсеров) было 104 делегата, а представителей правых партий (правых эсеров, меньшевиков, дашнаков и мусаватистов) вместе взятых — 134, не считая беспартийных и 44 депутатов не известной партийной принадлежности. При этом большевики в Бакинском Совете на тот момент ещё не обладали численным превосходством.
На состоявшемся 19 апреля заседании Конференции Бакинской организации РКП(б) было принято решение о создании Совета Народных Комиссаров Бакинского района. В тот же день прошло заседание Бакинского Совета, на котором С. Г. Шаумян выступил с докладом о текущем моменте, заявив, что «в новом органе должны иметь представительство не только фракции господствующего сектора. Иначе говоря, новый орган должен состоять из большевиков и левых эсеров». Это положение было резко раскритиковано эсерами и дашнаками, которые требовали участия в правительстве. Правый эсер 
, дашнак Мелик-Елчиян и меньшевик Г. Айолло пытались добиться принятия их предложения о формировании многопартийного коалиционного правительства.
Шаумян внёс резолюцию, включавшей создание Бакинского Совета Народных Комиссаров, и она была принята в основу 124 голосами против 2 при 20 воздержавшихся. В соответствии этим положением Баксовнарком должен был состоять только из представителей левого блока Бакинского Совета, в то время как представители иных фракций приглашались к его участию «персонально, при условии полного признания ими Советской власти». Представитель эсеров Саакян, в свою очередь, внёс поправку, гласящей, что «власть конструируется на основах коалиции социалистических фракций, признающих и поддерживающих Советскую власть», но за неё проголосовало 39 против 85 при 24 воздержавшихся. Таким образом было поддержано предложение Шаумяна. Орган Бакинского комитета партии правых эсеров — газета «Знамя труда» отреагировала на это следующим образом:

Как звон погребального колокола прозвучала вчера в Совете принятая резолюция… Вся власть большевикам и «левым» с.-р… Лозунг «Вся власть Совету» заменился лозунгом «вся власть партии большевиков и „левых“ с.-р.»… В правительство должны войти те партии, которые признают власть Совета и поддерживают его. Правительство должно быть однородное, чтобы были единодушные решения, чтобы всякий не тянул в свою сторону. Вот основное положение Шаумяна… очевидно, история так уже творится. Опыт предшественников ничему не учит и нам придётся, вероятно, пережить все кошмары, которые видела Россия, вследствие особенностей Кавказа, — в ещё более увеличенном масштабе.

Предложение Шаумяна о не допуске правых эсеров вызвало разногласие среди самих большевиков. За образование смешанного правительства, которое основывалось бы на коалиции с мелкобуржуазными партиями, высказалась часть партийных функционеров во главе с председателем Исполкома Баксовета П. А. Джапаридзе. Тем не менее на общебакинской конференции точку зрения Шаумяна поддержало большинство, а когда Джапаридзе и Шаумян отправились на общебалаханскую партийную конференцию в Сабунчах (цитадель большевиков), то споры были исчерпаны. Как вспоминал А. Микоян: «Почти все рабочие делегаты от Балаханского района в числе 40 человек высказались за точку зрения тов. Шаумяна и против включения эсеров в правительство».
12 (25) апреля прошло голосование кандидатов в Бакинский Совет Народных Комиссаров. Большинство получили представители большевиков, меньшинство — представители левых эсеров. В последующем, в состав Бакинского СНК были включены ещё некоторые лица, также из этих фракций. По заключению историка Г. С. Акопяна «то, что кандидаты большевиков получили относительное большинство и были избраны членами Бакинского Совнаркома, объясняется их популярностью и тем, что депутаты мелкобуржуазных партий при голосовании решили воздержаться».
18 апреля (1 мая) газета «Бакинский рабочий» опубликовала декларацию Бакинского Совета Народных Комиссаров, где говорилось:

Бакинский Совет рабочих, солдатских и матросских депутатов на заседании своём от 25 апреля образовал местное правительство — Бакинский Совет Народных Комиссаров. Создание такого местного правительственного органа не означает вовсе отделения от Всероссийской Советской Республики, как это может показаться людям, прожившим в условиях крепостнического, самодержавно-централистического строя и воспитанным в лучшем случае на правовых понятиях буржуазного парламентаризма.
Бакинский Совет Народных Комиссаров будет теснейшим образом связан с Всероссийской центральной властью и будет проводить в жизнь, сообразуясь с местными условиями, все декреты и распоряжения рабоче-крестьянского правительства России — Совета Народных Комиссаров. В Республике Советов, Республике рабочих и крестьянских коммун, основа которой была положена Октябрьской революцией, Бакинский Совет продолжает оставаться неразрывной частью единого великого целого.

Гамид Султанов писал, что «ограничиваться одним Исполкомом было невозможно, так как в ведении Совета находилась бывш. Дагестанская область, Ленкоранский, Джеватский, Геокчайский, Шемахинский и Кубинский уезды. Ввиду этих соображений, Совет счёл необходимым образовать Совнарком». А. И. Микоян оставил следующую запись:
Бакинским комитетом партии было решено создать Бакинский Совет Народных Комиссаров, с тем что ему будут подчиняться не только Баку с его районами, но и ближайшие уезды, не охваченные мусаватистами, а также те районы Закавказья, которые предполагалось постепенно втянуть под знамёна Советской власти. Бакинский Совет Народных Комиссаров мыслился не только властью для Баку, но и высшей властью если не для всего Кавказа, то по крайней мере для восточного Закавказья.
Сталин в мае того же года следующим образом охарактеризовал роль Баку: «…Центр мусульманства, Баку, цитадель Советской власти в Закавказье, сплотив вокруг себя всё Восточное Закавказье от Ленкорани и Кубы до Елисаветполя, с оружием в руках утверждает права народов Закавказья, всеми силами стремящихся сохранить связь с Советской Россией».

## Комиссары Бакинской коммуны
Согласно Постановлению Бакинского Совета об образовании Баксовнаркома, которое в форме радиотелеграммы было передано всем Советам Кавказа и России, отдельные отрасли управления передавались народным комиссарам. Сам Баксовнарком в документе также именуется коллегией комиссаров, которой принадлежит «правительственная власть». Согласно данному Постановлению «контроль над деятельностью народных комиссаров и право смещения их принадлежит Бакинскому Совету рабочих, солдатских и матросских депутатов. Бакинский Совет Народных Комиссаров ответствен перед Бакинским Советом рабочих, солдатских и матросских депутатов и его Исполнительным комитетом».
Всего в составе Баксовнаркома к левым эсерам относились 4 комиссара (И. Цыбульский, А. В. Киреев, И. Сухарцев и М. Г. Везиров), в то время как остальные комиссары были большевиками. Стоит заметить, что на руководящих постах Бакинского Совнаркома работало 4 действующих (С. Г. Шаумян, П. А. Джапаридзе, Г. Н. Корганов, Н. М. Кузнецов) и 5 будущих (В. И. Нанейшвили, Д. Буниатзаде, Г. Султанов, А. А. Бекзадян, Л. Д. Гогоберидзе) членов Кавказского Краевого комитета РКП(б), являвшегося в 1917—1920 годах высшим руководящим органом большевистских организаций Закавказья и Северного Кавказа.
Вышедшая 27 апреля газета «Бакинский рабочий» отмечала, что состав Бакинского Совнаркома «…вполне гарантирует нас в том, что отныне будет вестись действительная политика рабоче-крестьянской революции…». Бросается в глаза также интернациональный состав этого правительства, представленный азербайджанцами, армянами, грузинами, евреями и русскими.
Ниже приводится перечень комиссаров по разным делам периода правления Бакинского Совета Народных Комиссаров. Не следует их путать с лицами, казнёнными в туркменской пустыне в сентябре 1918 года (то есть с 26 бакинскихми комиссарами), поскольку среди казнённых была лишь часть комиссаров Бакинской коммуны.
| Члены Бакинского Совета Народных Комиссаров | Члены Бакинского Совета Народных Комиссаров | Члены Бакинского Совета Народных Комиссаров                                     | Члены Бакинского Совета Народных Комиссаров | Члены Бакинского Совета Народных Комиссаров                | Члены Бакинского Совета Народных Комиссаров | Члены Бакинского Совета Народных Комиссаров                                                           | Члены Бакинского Совета Народных Комиссаров |
| Имя                                         | Фото                                        | Должность                                                                       | Дата рождения                               | Место рождения                                             | Дата смерти                                 | Место смерти                                                                                          | Национальность                              |
| ------------------------------------------- | ------------------------------------------- | ------------------------------------------------------------------------------- | ------------------------------------------- | ---------------------------------------------------------- | ------------------------------------------- | --- | ------------------------------------------- |
| Степан Шаумян                               |                                             | Председатель Бакинского Совета Народных Комиссаров Комиссар по внешним делам    | 1 (13) октября 1878                         | г. Тифлис                                                  | 20 сентября 1918                            | 207-я верста Закаспийской железной дороги, между станциями Перевал и Ахча-Куйма, Закаспийская область | Армянин                                     |
| Григорий Корганов                           |                                             | Комиссар по военно-морским делам                                                | 11 августа 1886                             | г. Тифлис                                                  | 20 сентября 1918                            | 207-я верста Закаспийской железной дороги, между станциями Перевал и Ахча-Куйма, Закаспийская область | Армянин                                     |
| Прокофий Джапаридзе                         |                                             | Комиссар по внутренним делам Комиссар по продовольствию (с июня)                | 3 (15) января 1880                          | с. Шардомети Рачинский уезд Кутаисская губерния            | 20 сентября 1918                            | 207-я верста Закаспийской железной дороги, между станциями Перевал и Ахча-Куйма, Закаспийская область | Грузин                                      |
| Иван Фиолетов                               |                                             | Комиссар по делам народного хозяйства                                           | 6 (19) декабря 1883 или 1884                | с. Туголуково Борисоглебский уезд Тамбовская губерния      | 20 сентября 1918                            | 207-я верста Закаспийской железной дороги, между станциями Перевал и Ахча-Куйма, Закаспийская область | Русский                                     |
| Нариман Нариманов                           |                                             | Комиссар по делам городского хозяйства и призрения                              | 2 (14) апреля 1870                          | г. Тифлис                                                  | 19 марта 1925                               | г. Москва, РСФСР                                                                                      | Азербайджанец                               |
| Мир Гасан Везиров                           |                                             | Комиссар земледелия                                                             | 1886 или 13 февраля 1889                    | г. Шуша Елизаветпольская губерния                          | 20 сентября 1918                            | 207-я верста Закаспийской железной дороги, между станциями Перевал и Ахча-Куйма, Закаспийская область | Азербайджанец                               |
| Иван Сухарцев                               |                                             | Комиссар по делам транспорта, почты и телеграфа                                 | 1881                                        | г. Моршанск Тамбовская губерния                            | 1931                                        | | Русский                                     |
| Арташес Каринян                             |                                             | Комиссар по делам юстиции                                                       | 30 октября (11 ноября) 1886                 | г. Баку                                                    | 29 мая 1982                                 | г. Ереван Армянская ССР                                                                               | Армянин                                     |
| Яков Зевин                                  |                                             | Комиссар труда                                                                  | 9 (21) июня 1888                            | местечко Краснополье Чериковский уезд Могилёвская губерния | 20 сентября 1918                            | 207-я верста Закаспийской железной дороги, между станциями Перевал и Ахча-Куйма, Закаспийская область | Еврей                                       |
| Надежда Колесникова                         |                                             | Комиссар по делам народного просвещения                                         | 31 августа (12 сентября) 1882               | г. Москва                                                  | 18 марта 1964                               | г. Москва                                                                                             |                                             |
| Саак Тер-Габриэлян                          |                                             | Комиссар по нефти Председатель ЧК по борьбе с контрреволюцией при Баксовнаркоме | 15 (27) февраля 1886                        | г. Шуша Елизаветпольская губерния                          | 19 августа 1937                             | | Армянин                                     |
| С. Маркарян                                 |                                             | Комиссар по связи                                                               |                                             |                                                            |                                             | | Армянин                                     |
| Александр Киреев                            |                                             | Комиссар по финансовым делам                                                    |                                             |                                                            | 30 июля 1918                                | |                                             |
| Иван Цыбульский                             |                                             | Комиссар по продовольствию (до июня)                                            |                                             |                                                            |                                             | |                                             |
| Семён Жгенти                                |                                             | Комиссар здравоохранения                                                        | 1880                                        |                                                            |                                             | | Грузин                                      |
| Аршак Хачиев                                |                                             | Комиссар по делам печати                                                        | 20 ноября 1874                              | г. Баку                                                    | 13 марта 1935                               | г. Тифлис Грузинская ССР                                                                              | Армянин                                     |
| С. А. Богданов                              |                                             | Управляющий Государственного контроля                                           |                                             |                                                            |                                             | |                                             |
| Николай Кузнецов                            |                                             | Управляющий делами Совета Народных Комиссаров                                   |                                             |                                                            |                                             | |                                             |

Ещё ряд комиссаров был выделен для работы в тех местах Азербайджана и Дагестана, где была провозглашена Советская власть. Кроме губернских и уездных комиссаров, в Бакинском Совете Народных Комиссаров также работали Ф. Чикало (один из двух заместителей комиссара по внутренним делам), Б. Сардаров и Л. Д. Гогоберидзе (уполномоченные комиссара по внутренним делам), а также Д. Буниатзаде, Г. Султанов, А. А. Бекзадян и Г. Мусабеков (уполномоченные Бакинского Совнаркома).
| Имя                           | Фото | Должность                                                                                  | Дата рождения          | Место рождения                                          | Дата смерти      | Место смерти                                                                                          | Национальность |
| ----------------------------- | ---- | ------------------------------------------------------------------------------------------ | ---------------------- | ------------------------------------------------------- | ---------------- | --- | -------------- |
| Мешади Азизбеков              |      | Комиссар Бакинской губернии Заместитель комиссара внутренних дел                           | 6 (18) января 1876     | г. Баку                                                 | 20 сентября 1918 | 207-я верста Закаспийской железной дороги, между станциями Перевал и Ахча-Куйма, Закаспийская область | Азербайджанец  |
| Виктор Нанейшвили             |      | Чрезвычайный комиссар Дагестанской области                                                 | 19 августа 1899        | с. Сачилао Кутаисская губерния                          | 13 октября 1937  | | Грузин         |
| Газанфар Мусабеков            |      | Комиссар по заготовке продовольствия в Бакинской губернии и Дагестанской области           | 26 июля 1888           | с. Пиребедиль Кубинский уезд Бакинская губерния         | 9 февраля 1938   | | Азербайджанец  |
| Георгий Стуруа                |      | Чрезвычайный комиссар Бакинского Совнаркома по продовольственным делам на Северном Кавказе | 6 (18) июня 1884       | с. Кулаши Кутаисская губерния                           | 1 апреля 1956    | г. Тбилиси Грузинская ССР                                                                             | Грузин         |
| Бала Эфендиев                 |      | Комиссар Бакинского уезда                                                                  | 1893                   | с. Чайкенд Казахский уезд Елизаветпольская губерния     | 1938             | | Азербайджанец  |
| Агабаба Юсифзаде              |      | Комиссар Кубинского уезда                                                                  | 1886                   | г. Куба Бакинская губерния                              | 1938             | | Азербайджанец  |
| Мовсум Исрафилбеков (Кадирли) |      | Чрезвычайный комиссар Джеватского и Ленкоранского уездов                                   | 12 августа 1893        | г. Шемахы Бакинская губерния                            | 1941             | | Азербайджанец  |
| Кази Магомед Агасиев          |      | Комиссар Дербентского уезда                                                                | 1882                   | с. Ахты Дагестанская область                            | 1918             | Возле ханского моста, в 1 км от Касумкента                                                            | Лезгин         |
| Дадаш Буниатзаде              |      | Один из чрезвычайных уполномоченных по борьбе с контрреволюцией в Бакинском уезде          | 1886 или 8 апреля 1888 | с. Фатмаи Бакинская губерния                            | 21 апреля 1938   | | Азербайджанец  |
| Гамид Султанов                |      | Один из чрезвычайных уполномоченных по борьбе с контрреволюцией в Бакинском уезде          | 26 мая 1889            | с. Шиных-Айрум Казахский уезд Елизаветпольская губерния | 21 января 1938   | | Азербайджанец  |

## Деятельность Баксовнаркома
Под эгидой Коммуны, её исполнительным органом Бакинским Совнаркомом, во главе которого стоял армянский большевик Степан Шаумян, была спешно осуществлена серия радикальных реформ. Эти реформы включали реорганизацию судов и школ, экспроприацию банков, судоходных компаний, рыболовных производств и нефтяной индустрии.
При всем рвении, Бакинский Совнарком продемонстрировал определённый уровень толерантности к своим политическим оппонентам. Причина была в том, что по своей сути политические позиции большевиков в Баку были слабыми. Большевики составляли меньшинство в городском совете и поддерживались только левыми эсерами при молчаливом согласии правых эсеров, меньшевиков и дашнаков. Более того, создание Бакинского Совета не было репрезентативным, так как не включало самый большой сегмент населения Баку — мусульман, к которым согласно советскому историку Якову Ратгаузеру большевики относились как к «незрелым с революционной точки зрения». Отношения большевиков с мусульманами затруднялись также тем, что дашнаки имели большое влияние в Бакинском Совете и, более того, в вооружённых силах, которые на 70 % состояли из армян, под командованием бывшего офицера царской армии армянского происхождения, полковника З. Аветисова. Когда Бакинская Красная Армия провела рискованную и неудачную попытку атаки на Гянджу, армянские солдаты проявили свою враждебность к мусульманскому населению, занимаясь насилием и грабежом.
Поражение Красной Армии в Геокчае и последующая контратака Кавказской исламской армии привели к политическому кризису в Баку, который был плохо подготовлен к обороне. Те, кто не относился к большевикам или мусульманам, начали открыто агитировать за приглашение в Баку британского экспедиционного корпуса генерал-майора Лионеля Денстервиля, находившегося в иранском порту Энзели. 25 июля на расширенном заседании Бакинского Совета, большинство состоящее из дашнаков, правых эсеров и меньшевиков, проголосовали за приглашение британских войск. В знак протеста члены Бакинского Совнаркома подали в отставку и 26 июля Коммуна, после 97 дней существования была сменена Диктатурой Центрокаспия. В глазах азербайджанцев Коммуна была ещё одним примером большевистско-армянского сговора.

## Народное хозяйство
Регулированием всей экономической жизни Бакинской губернии призван был Бакинский Совет народного хозяйства (Бакинский Совнархоз), во главе которого встал И. Т. Фиолетов. Совнархоз расположился в бывшем доме Лалаева — конторе Джульфинской железной дороги.
19 мая за подписями Фиолетова, Шаумяна и Кузнецова вышел декрет Баксовнаркома о запрещении частных сделок на хлопок, а 22 мая, «во исполнение декрета о земле 26 октября 1917 года» они подписали декрет о национализации недр земли. 25 мая И. Т. Фиолетов подписал приказ № 2, устанавливающий 8-часовой рабочий день, а также единую оплату труда за каждый час сверхурочной работы.

## Финансовая политика
Начиная с 19 января 1918 года и приблизительно до середины июля эмиссией занималась Бакинская городская управа, выпускавшая так называемые «бакинские деньги». 5 мая Бакинский Совет Народных Комиссаров издал декрет, установив в Бакинской губернии и Дагестанской области свободное хождение выпускаемых в городе временных разменных денежных знаков.
Если ограничиться только периодом деятельности Бакинской коммуны, то темп эмиссии Управы, без включения закавказских бонов (закбонов), в апреле составлял 58,9 %, мае — 11,5 %, июне — 1,5 %. После Бакинской городской управы, с середины июля и вплоть до занятия города турецко-азербайджанскими войсками (власть в тот период принадлежала Диктатуре Центрокаспия), эмиссией занимался Бакинский совет городского хозяйства.
Когда у власти находилось правительство Азербайджанской Демократической Республики, то один докладчик бюджетно-финансовой комиссии дал неправильные сведения о распределении денег между Управой и Советом. Им было заявлено, что Бакинской городской управой было выпущено свыше 62 млн рублей, в то время как оно было в три раза больше (172,211,911 рублей 50 копеек). Также он утверждал, что «с переходом власти к большевикам последние стали выпускать боны с большою силою. Хотя выпуск их происходил опять от имени города, но распоряжались ими большевики», за время которых было выпущено свыше 227 млн рублей, но названная цифра была преувеличена в два раза.
Бакинским Совнаркомом был установлен контроль над финансово-кредитными учреждениями. 29 апреля за подписями Шаумяна и Кузнецова Баксовнарком выдал А. И. Микояну мандат «занять к 12 ч. дня 29 (16) апреля входы и выходы в Русском для внешней [торговли] банке и, в частности, в кладовой, где хранятся сейфы». Своим постановлением от 11 июня Бакинский Совет Народных Комиссаров создал единый народный банк.

## Дагестанская область в политике Бакинской коммуны
Взятие Порт-Петровска войском Дагестанского облисполкома под командованием князя Н. Тарковского и отрядами имама Гоцинского отрезало Баку от Северного Кавказа и Советской Астрахани. Поскольку железная дорога на Петровск находилась под контролем Гоцинского, то Баку был лишён подвоза продовольствия. Бакинский Совет решил послать воинский контингент, чтоб освободить железную дорогу на Петровск и оказать помощь борющимся с антисоветскими силами дагестанцам. Это могло способствовать установлению связи с Северным Кавказом и Царицыном через Петровск — Хасав-Юрт, а также обеспечить продовольственное снабжение Баку.

### Поход на Порт-Петровск
Из отряда Красной гвардии и возвращающегося через Баку с турецкого фронта 36-го Туркестанского полка, Бакинский Совет сформировал экспедиционный отряд (командир М. Г. Ефремов, комиссар — И. Сухарцев), который вечером 17 апреля на канонерской лодке «Ардаган» и транспортах «Казбек», «Анна Гукасова», «Восток», «Паризьен» и «Дагестанец» отплыл в Порт-Петровск. Советская Астрахань также начала подготовку к боевым действиям в Дагестане.
К Порт-Петровску бакинский экспедиционный отряд беспрепятственно подошёл 19 апреля, перехватив по пути пароход и катер противника. Советские войска, высадившиеся под прикрытием канонерской лодки к югу и к северу от Порт-Петровска, перешли в наступление, атаковав город с утра 20-го числа. Против наступавшего со стороны Молоканки 36-го Туркестанского полка были брошены войска Гоцинского, но отряд Бакинской Красной гвардии (командир Попов) ударил по войскам Гоцинского с тыла, после чего части противника отступили в горы, а Порт-Петровск перешёл в руки бакинского экспедиционного отряда. Вскоре сюда прибыло подкрепление из Советской Астрахани. Узун-Хаджи ответил на взятие Петровска сожжением Хасавюрта.
25 апреля бакинский отряд под командованием Гейдара Тагизаде занял Дербент. Город был объявлен на военном положении. Здесь образовался Дербентский временный военно-революционный комитет (ВРК), приступивший к организации Советской власти. Председатель Дербентского ВРК Г. Стуруа и комиссар «Карса», член ВРК Елов тогда же, 25 апреля, отправили Комитету революционной обороны города Баку телеграмму, извещая его об установлении в Дербенте Советской власти и прося «назначить комиссара. Ждём срочного распоряжения». Командующий экспедиционным отрядом морских и сухопутных сил Бакинского Совета М. Ефремов в тот же день доносил Комитету революционной обороны города Баку: «Взятием города Петровска штаб дагестанцев был ошеломлён и потерял голову и этим объясняется быстрое восстановление железнодорожного сообщения Петровск—Баку и взятие Дербента без кровопролития».

### Восстановление Советской власти в Дагестанской области
В опубликованной 1 мая Декларации Бакинского Совнаркома объявлялось, что «Бакинский Совет призван бороться и уже фактически борется и воюет за утверждение Советской власти во всём Закавказье и в Дагестанской области». 2 мая образовался Дагестанский Военно-революционный комитет (во главе с Дж. А. Коркмасовым), который объявлялся местным исполнительным органом власти СНК РСФСР.
Тем временем, военно-политическая обстановка в регионе продолжала осложняться. 11 мая, на Батумской конференции, делегаты правительства Союза объединённых горцев Северного Кавказа и Дагестана приняли решение об отделении Северного Кавказа от России, объявив о независимости Горской Республики. Спустя два дня, 13 мая, через германского посла в Москве графа Мирбаха в Народный комиссариат иностранных дел РСФСР поступила нота от правительства Горской Республики, сообщавшая о создании самостоятельного государства, но Советское правительство 15 мая ответило германскому послу нотой протеста, отказав в признании независимости этого государства.
16 мая Бакинский Совет Народных Комиссаров учредил Комиссариат Дагестанской области, местопребыванием которого стал Порт-Петровск. Должность Чрезвычайного комиссара Дагестанской области получил В. И. Нанейшвили, его заместителем стал — А. Д. Исмайлов. Отправленный Бакинским комитетом РКП(б) и Бакинским Совнаркомом, по рекомендации Кавказского краевого комитета РКП(б), Нанейшвили был уполномочен «организовать в Дагестанской области Советскую власть, а до образования управлять всей Дагестанской областью». К. М. Агасиева же Шаумян назначил комиссаром Дербента и Южного Дагестана.
Войска Советского Баку и Советской Астрахани, между тем, продолжали боевые действия в Дагестане. 24 мая Шаумян писал СНК РСФСР:
Вчера из Петровска мы получили сообщение (по радио) что наш отряд в 2000 чел. во главе с Нанейшвили (Сталин его знает) прочистил уже путь до Червленной. Таким образом, сношение с Северным Кавказом облегчается. Если оттуда подоспеет к нам помощь, мы будем спокойны за Закавказье (с одновремненой помощью от Бичерахова).
Бакинский экспедиционный отряд в начале июне наградили боевым Красным Знаменем с надписью, гласившей: «Первому Бакинскому экспедиционному отряду Кавказской Красной гвардии за освобождение Дагестана от деспотизма». 19 июня газета «Бакинский рабочий» опубликовал телеграмму Съезда коммунистов и гумметистов Дербентского района, в которой Съезд «приветствует бакинский пролетариат, революционный авангард на Кавказе, и бакинскую организацию нашей партии и выражает твёрдую уверенность, что с их помощью удастся в скором времени вызвать в Дагестане революционный пожар, в котором сгорят все пережитки старого мира, исчезнет национальная рознь и создастся новый, пролетарский строй».

### Продовольственное снабжение Баку
Одновременно с боевыми действиями решалась и продовольственная проблема. Сразу после занятия Порт-Петровска началась подготовка по вывозу продовольствия в Баку. 20 апреля в Баку поступила радиотелеграмма, что советские войска заняли Порт-Петровск и «сегодня же ночью будем грузить два маршрутных поезда с мукой на пароходы. Всё продовольствие на складах предполагаем реквизировать и направить в Баку…».
Свыше 100 тысяч продуктов, собранных в Дагестане в конце апреле — начале мая, отправились в Баку и тогда же из Порт-Петровска в Баку также отправилось около 30 тысяч пудов муки, картофеля, капусты. Между тем, бакинский комиссар по военно-морским делам Г. Н. Корганов 22 мая докладывал в Совнарком, что «голодная блокада Баку продолжается. Доставка хлеба через Кизляр-Шандрюковскую пристань идёт туго, так как от Кизляра до моря — гужевая доставка, а погрузка хлеба у мелководных пристаней сильно затрудняется. Послана экспедиция для изыскания и постройки железнодорожного пути от Кизляра к морю и для устройства технических приспособлений, облегчающих погрузку хлеба».
В Дербентском районе состоялся объединённый съезд коммунистов и гумметистов. Связист дислоцированного в Дербенте бакинского сводного отряда Х. Г. Мамедбеков оставил воспоминания, согласно которым инициатором начало работы 15 июня объединённого съезда выступил бакинский комиссар по делам народного хозяйства И. Т. Фиолетов, который вскоре на собрании избранного Дербентского Совета рабочих, крестьянских и красноармейских депутатов выступил с приветствием «от имени пролетариата Бакинской коммуны». Сопровождавший Фиолетова в Дербент Мамедбеков вспоминал:
Фиолетов информировал о тяжёлом продовольственном положении тружеников Баку и бойцов Красной гвардии, Дербентский Совдеп принял решение: все излишки продовольствия конфисковать у кулаков и торговцев для передачи Бакинскому Совдепу. В Баку было отправлено несколько вагонов с пшеницей, мукой и другим продовольствием.
Бакинским Советом Народных Комиссаром 28 мая были национализированы все рыбные промыслы Дагестана.

## Культурная работа

### Образование
Образование в деятельности Бакинской коммуны относится к малоизученным в исторической литературе вопросам.
В период коммуны функционировал Комиссариат просвещения, возглавлявшийся Н. Н. Колесниковой. В организации работы Комиссариата большую помощь оказали статьи супруги Ленина, организатора и главного идеолога советского образования Н. К. Крупской, и Н. Н. Колесникова в своих воспоминаниях отмечала её статью «Как организовать дело народного образования в стране».
3 мая газета «Известия Бакинского Совета» опубликовала обращение Н. Н. Колесниковой к трудящимся, в котором ею была изложена программа организации народного просвещения. В Декларации говорилось:

Советская власть, укрепляясь в центре и укрепляясь на местах, творит новую жизнь: она разрушает уродливые обветшавшие здания капиталистического строя и камень за камнем кладёт фундамент нового здания республики трудовых коммун. Это здание будет красиво и прочно, если обитатели его сумеют стряхнуть с себя все предрассудки старой эпохи и впитать в плоть и кровь идеи трудовой коммуны, идеи социализма. Этой задаче и призван служить комиссариат по просвещению.

12 мая в свет вышел декрет об отделении школы от церкви и мечети. Бакинский Комиссариат просвещения, руководствуясь декретом СНК РСФСР от 21 января, отменил во всех государственных, общественных и находящихся в его ведении частных учебных заведениях преподавание религиозных вероучений, в связи с чем были упразднены должности законоучителей всех вероисповеданий. Были ликвидированы привилегии в образовании, введено обязательное бесплатное обучение.
Бакинский Комиссариат просвещения, по опыту РСФСР, развернул работу по организации советов по народному образованию, намереваясь приблизить просвещение к народу. Своим постановлением Бакинский Совет предложил всем районным комитетам Совета рабочих депутатов прислать в Комиссариат по просвещению по одному представителю, чтоб на местах организовать отделы по народному образованию. В состав образовавшегося совета по народному образованию вошли такие учителя как С. С. Ахундов, А. М. Амосов, О. А. Джелалбекова и другие. Один из них, азербайджанский педагог и писатель С. С. Ахундов, в своих автобиографических заметках отмечал:
...Во время Бакинской коммуны я работал в совете по народному образованию в качестве её члена... Главная работа совета была составление программ  и подготовка оборудования советской трудовой школы, а также регистрация всего состава просвещения г. Баку и его районов с целью удаления из него всех контрреволюционеров.
Перед Комиссариатом просвещения стояла задача привлечь учительство к строительству новой школы. 11 мая в свет вышло «Обращение к бакинскому учительству». Однако многие педагоги начали саботировать действия органов просвещения. Попытка Н. Н. Колесниковой встретиться с учительским персоналом города не увенчалась успехом. Несмотря на это, Шаумян от имени бакинских рабочих как-то заявил: «Мы стоим за нашего народного комиссара, мы вместе с ним будем бороться за новую школу».
Часть педагогов всё же поддержала мероприятия Советской власти. На следующий день после открытия первого организационного совещания Совета по народному образованию, в Комиссариат просвещения явились ряд учителей (Панах Касимов, Али Терегулов, Самед-бек Аджалов, А.-М. Магомаев, Мелеке Гаджибекова и т. д.), которые выразили желание поучаствовать в работе по созданию новой советской школы. Большую активность в организации народного просвещения также проявили писатель А. Шаиг, учителя Султан Атакишиева, Зохра Гаджибекова, Фатьма Терегулова, Шафига Эфендизаде, Ханифа Меликова-Зардаби, Варвара Джапаридзе и другие. Среди тех учителей, кто встал на сторону Советской власти, было немало гумметистов.
В промыслово-заводских районах Баку развернулась работа по созданию народных университетов. При организации «Гуммет» был создан Народный университет на азербайджанском языке, для работы в котором Бакинский комитет партии выделил 5 преподавателей, которые читали лекции по обществоведению, географии, всеобщей истории, истории революционного движения.
На состоявшемся 28 мая заседании Исполнительного комитета Совета крестьянских депутатов селения Тюркан было принято постановление «ходатайствовать перед уездным начальником об ускорении назначения учителя для общества селения Тюркяны». Как председатель Исполнительного комитета Бакинского уезда, М. Азизбеков послал 19 июня отношение в Комиссариат просвещения, к которому был препровождён приговор Совета крестьянских депутатов Тюркана. В этом документе он от имени Бакинского уездного исполкома просил удовлетворить ходатайство Совета об открытии в Тюрканах школы на 40 учеников.

### Искусство и другие сферы культурной жизни
Имеющиеся в архивах письма Н. Н. Колесниковой как директору Бакинского политехнического училища от 19 июня, так и директору Бакинского реального училища от 4 июля, позволяют установить, что в составе Бакинского Совнаркома со второй половины июня находился народный комиссар театров и зрелищ, большевик А. Серебрекян. Тем не менее, театральное искусство тогда и в последующие два года переживало не лучшие времена. В определённой степени сказались мартовские события. Эти события вынудили многих артистов покинуть Баку (например Дж. Зейналов уехал в Энзели, а Г. Араблинский — в Астрахань), судьба других же оказалась не менее тяжкой (Абульфат Вели пропал без вести в ходе апрельских беспорядков, а Альвенди сошёл с ума), а поскольку пожар, случившейся 1 апреля, уничтожил Тагиевский театр и здание «Исмаилийе», то работа азербайджанской труппы окончательно стала невозможной и вплоть до ноября спектакли прекратились.
31 мая в Баку, с помощью профсоюзов, открылся рабочий клуб, на содержание которого шли специальные отчисления профсоюзов, а вскоре рабочих клуб охватил уже 1110 рабочих из 29 профсоюзов.

## Судебная система
Бакинский Совет Народных Комиссаров приступил к слому старой судебной системы и строительству новой. 26 мая 1918 года он издал постановление, которым упразднил Бакинский окружной суд с его отделениями, старших нотариусов и мировых судей, судебных следователей, прокурорский надзор, присяжных и частных поверенных, взамен которых предусматривалась организация местных народных судов, временного суда при Комиссариате труда и революционных трибуналов.

### Народный суд
6 июня Бакинский Совнарком издал декрет «О народном суде», положениям которого совпадали с Декретами РСФСР о суде № 1 и № 2. Но поскольку в тот период отсутствовали подготовленные кадры для работы в этих органов, то Декрет допускал к работе работников старых судебных органов. Комиссар юстиции в своём докладе «О реорганизации судебных учреждений» говорил:
Я имел переговоры с деятелями упразднённых судебных установлений и убедился, что среди них имеются лица добросовестные и знающие, которые могут оказать известную помощь своим опытом. От работы они не отказываются. Я убеждён, что новые судьи встретят дружную поддержку в массах, что устранит много аномалий.
19 июня Исполком Баксовета утвердил 13 человек из списка народных судей, предложенного Комиссариатом юстиции. Декрет о народном суде предоставил возможность пользоваться иными языками: «в судах допускается судоговорение на всех местных языках» (ст. 2). В судопроизводстве использовались русский и азербайджанский языки.

### Революционный трибунал
Ещё до образования Баксовнаркома, большевики предложили Проект постановления об учреждении революционного трибунала при Бакинском Совете и 31 января 1918 года Бакинский Совет издал соответствующее Положение, разработанное на основе Декрета РСФСР о народном суде № 1. Против создание революционного трибунала выступили оппозиционные партии, заявляя, что большевики хотят создать партийный суд.
Революционный трибунал, избираемый Исполкомом Баксовета, состоял из председателя, двух его заместителей и 24 очередных заседателя на каждую сессию. 24 заседателей Исполком избирал по жребию из общих списков очередных заседателей, которые должны были составляться по рекомендации комитетов тех социалистических партий, которые числились в составе Баксовета. Уголовные дела рассматривались судебной коллегией, которая создавалась из председательствующего (председателя трибунала или его заместителя) и 6 очередных заседателей. Трибунал имел право подвергать виновных наказанию, начиная от денежного штрафа и кончая лишением свободы сроком до 10 лет.
Военно-следственная комиссия, созданная в декабре 1917 года при Временном Военно-революционном комитете Исполкома Баксовета, после принятия Положения была переименована в следственную комиссию Бакинского Совета. Она являлась органом предварительного следствия по рассматриваемым революционным трибуналом делам и действовала самостоятельно. Но также она выполняла и судебные функции. Объём её работы был значительным. Только за 18 дней апреля в следственную комиссию поступило 131 дело, из которых 61 было прекращено ввиду отсутствия состава преступления или неустановления виновного, а по 23 делам обвиняемые получили тюремное заключение

### Бакинская ЧК
По решению Бакинского Совнаркома была создана Чрезвычайная комиссия по борьбе с контрреволюцией, спекуляцией и взяточничеством. Данное решение опубликовали 11 июня, а начиная с 3 июля этот орган стал именоваться Чрезвычайной комиссией по борьбе с контрреволюцией, спекуляцией, взяточничеством, саботажем, военными бунтами, изменой и шпионажем (сокращённо ЧК). Председателем Бакинской ЧК стал С. М. Тер-Габриэлян.
Бакинский Совет Народных Комиссаров сам определял состав Чрезвычайной комиссии, который утверждался Исполкомом Баксовета. ЧК обладала правом наказывать, начиная от административной высылки и кончая расстрелом. В постановлении говорилось, что «комиссия ведёт следствие по означенным делам и в срочном порядке постановляет решения. Решения проводятся ею же незамедлительно в исполнение». 15 июля Баксовнарком издал постановление, возложившее на ЧК ответственность за порядок и спокойствие в городе и передав в его ведение военно-следственную комиссию и контрразведку, ставших отделами ЧК.
Одним из крупных по значимости дел ЧК стало расследование в отношении комиссара по финансам А. В. Киреева и заведующего хозяйством парохода «Меве» С. Д. Покровского, которые были разоблачены в крупном хищении народных денег. Как установило следствие, Покровский и Киреев похитили народные деньги и последний, используя своё служебное положение, намеревался с сообщником бежать из Баку. Рассмотрев 29 июля дело, ЧК признала Киреева и Покровского виновными и приговорила обоих к расстрелу. На следующий день их расстреляли.

### Иные структуры
При Военно-революционном комитете Кавказской Красной Армии существовала чрезвычайная военно-следственная комиссия по расследованию наиболее опасных преступлений (особенно политического характера), но после учреждения Чрезвычайной комиссии по борьбе с контрреволюцией и спекуляцией она была упразднена. Также существовал военно-полевой суд по рассмотрению совершённых военнослужащими преступлений и в его полном подчинении находилась военно-следственная комиссия. Решением состоявшегося 10 июля заседания Исполкома Баксовета и Военно-революционного комитета Кавказской Красной Армии вместо военно-полевого суда был образован военно-революционный трибунал при Военно-революционном комитете Кавказской Красной Армии (функционировать начал с 15 июля), в подсудности которого находились все дела о преступлениях в армии и дела о преступлениях, влекших дезорганизацию фронта.

### Комментарии
1. ↑  Сменена Диктатурой Центрокаспия.
2. ↑  Степан Шаумов изменил окончание фамилии в годы обучения в училище[20]. Но в некоторых документах последующих годов ещё присутствовали Шаумов и Шаумянц. Так, при получении в 1902 году документов об исключении из Рижского политехнического института он в расписке указал «Степан Георгиевич (Геворков) Шаумов (Шаумянц)», а в письме тестю за 3 октября 1910 года писал, что в бывшем паспорте было написано «Шаумову (Шаумянцу). Пусть сейчас напишут так, как написано в последней справке — Степану Георгиевичу Шаумянцу, а в скобках Шаумову»[21].
3. ↑  Покинувшие заседание меньшевики-оборонцы[44] и оставшиеся меньшевики-интернационалисты занимали разную позицию в отношении Первой мировой войны. Большая часть меньшевиков (меньшевики-интернационалисты или левое крыло меньшевиков) требовало скорейшего заключения мира без аннексий и контрибуций, в то время как малая часть (меньшевики-оборонцы) выдвинуло лозунг «обороны отечества».
4. ↑  Русская революция или Революция 1917 года — условное название революционных событий в России в 1917 году, начиная от Февральской революции и кончая Октябрьской революции.
5. ↑  В данном случае отношением называется документ, адресованный какому-либо учреждению или лицу, когда адресат и отправитель не подчинены друг другу.